# Zingiber vanlithianum
Zingiber vanlithianum är en enhjärtbladig växtart som beskrevs av Sijfert Hendrik Koorders. Zingiber vanlithianum ingår i släktet Zingiber och familjen Zingiberaceae. Inga underarter finns listade i Catalogue of Life.